# Fábio Carille
Fábio Carille (São Paulo, 26 september 1973) is een Braziliaans voetbaltrainer.

## Carrière
Hij heeft als trainer bij diverse Braziliaanse clubs gewerkt zoals SC Corinthians Paulista, Santos FC en Club Athletico Paranaense. Met SC Corinthians Paulista werd hij in 2017 kampioen van de Campeonato Brasileiro Série A.